# Penstemon pallidus
Penstemon pallidus är en grobladsväxtart som beskrevs av John Kunkel Small. Penstemon pallidus ingår i släktet penstemoner, och familjen grobladsväxter. Inga underarter finns listade i Catalogue of Life.